# Кама (приток Конды)
Кама — река в Ханты-Мансийском автономном округе России.
Протекает по территории Ханты-Мансийского и Кондинского районов. Устье реки находится в 56 км по левому берегу реки Конды. Длина — 201 км, площадь водосборного бассейна — 2520 км².

## Притоки
(км от устья)
- 17 км: Тондым (лв)
- 131 км: Сыртып (пр)
- 141 км: Хой (лв)
- 174 км: Прохладный (лв)
- Светлая (лв)

## Данные водного реестра
По данным государственного водного реестра России относится к Иртышскому бассейновому округу, водохозяйственный участок реки — Конда, речной подбассейн реки — Конда. Речной бассейн реки — Иртыш.
Код объекта в государственном водном реестре — 14010600112115300018041.